# Sainte-Florence (Gironda)
Sainte-Florence é uma comuna francesa na região administrativa da Nova Aquitânia, no departamento da Gironda. Estende-se por uma área de 3,21 km². Em 2010 a comuna tinha 152 habitantes (densidade: 47,4 hab./km²).